# Selman (Oklahoma)
Selman est une census-designated place du comté de Harper, dans l'État d'Oklahoma, aux États-Unis. En 2020, elle compte une population de 12 habitants.